# Арттурі Ілмарі Віртанен
Арттурі Ілмарі Віртанен (фін. Artturi Ilmari Virtanen; IPA: [ɑrt ː uri ilmɑri ʋirtɑnen] д·і) (15 січня 1895, Гельсінкі — 11 листопада 1973, там само) — фінський біохімік, лауреат Нобелівської премії, найвідоміший фінський хімік XX століття.

## Біографія
Арттурі Ілмарі Віртанен народився в Хельсінкі, в сім'ї Серафими (Ізотало) Віртанен та Каарло Віртанен. Закінчивши класичний ліцей у Вііпурі (зараз це російський м. Виборг), він вступив до Гельсінського університету, де вивчав хімію, біологію та фізику верб 1916 р. отримав ступінь магістра природничих наук. Протягом наступного року Віртанен працював у Центральній промисловій лабораторії в Гельсінкі, а потім повернувся в університет для підготовки докторської дисертації, яку захистив у 1919 році.
Віртанен продовжив своє навчання як аспірант у галузі фізичної хімії в Цюриху (1920) і бактеріології — у Стокгольмі (1921). Починаючи з 1919 р. він також працював хіміком у лабораторії фінської кооперативної сироварної асоціації «Валіо», а в 1921 році став її директором. До 1923 року інтереси вченого сконцентрувалися в області біохімії, і у 1923—1924 роках. він присвятив вивченню ензимології у Ханса фон Ейлер-Хельпіна в Стокгольмському університеті.
У 1931 році Віртанен був призначений директором біохімічного науково-дослідного інституту в Гельсінкі і одночасно став професором біохімії Фінського технологічного інституту. Після отримання Нобелівської премії Віртанен активно продовжував науково-дослідну діяльність. Займаючи відповідальний пост директора біохімічного науково-дослідного інституту, він у 1948 році став одночасно президентом Державної академії наук і мистецтв Фінляндії.

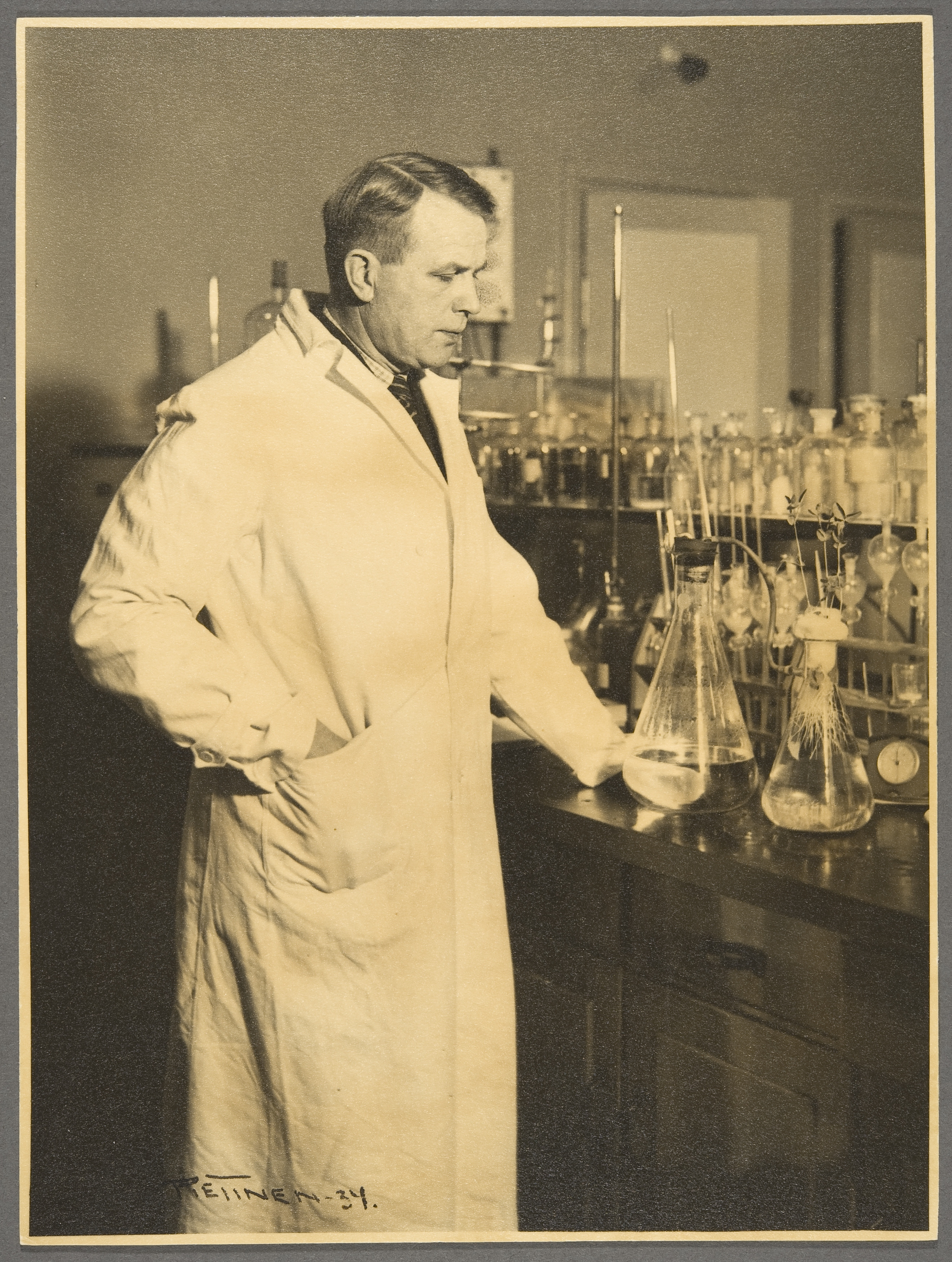
Віртанен за роботою

## Наукова діяльність
Протягом деякого часу лабораторія асоціації «Валіо» працювала над створенням досконаліших способів вирощування кормів для худоби, особливо рослин, що зв'язують азот. Азотні сполуки мають вирішальне значення для всіх живих організмів. Головним джерелом азоту служить атмосфера, проте атмосферний азот не може бути використаний більшістю рослин і якими б то не було тваринами, якщо він не входить у сполуки, здатні засвоюватися організмом. У число рослин, які можуть зв'язувати азот або утворювати такі сполуки з використанням азоту безпосередньо з атмосфери, входять багато представників родини бобових, такі, як горох, конюшина і соя. Ці рослини мають здатність у процесі гниття знову наповнювати азотом виснажений ґрунт. У них також значною мірою представлені азотовмісні поживні речовини, особливо амінокислоти («цеглинки», з яких будуються білки), тому вони є прекрасними кормами для молочних корів і іншої свійської худоби. Усвідомивши цінність подібних рослин, Віртанен у 1925 році приступив до вивчення біохімічних процесів, які відбуваються в них. У число питань, що вимагають відповіді, входили питання про природу, місцезнаходження та діяльність бактерій, які, як припускали, відіграють певну роль у фіксації азоту.
Віртанен знав, що, коли із зелених кормів, таких, як конюшина і трави, заготовляють силос, вони катастрофічно швидко позбавляються азоту через природне розкладання бактерій, і ці втрати знижують поживну цінність кормів від 25 до 50 відсотків. Відповідно втрачає свої поживні властивості молоко від дійних корів (особливо вітаміни А і B12), яких взимку годували цими кормами. Зниження якості зимового молока та масла було загальновідомо. Вивчивши більш ранні роботи, в яких йшла мова про хімічний аспекті погіршення якості силосу та способів його зберігання, Віртанен виявив, що в них відсутня чітка, обґрунтована теоретична база. Більш того, не були належним чином визначені і поживні характеристики кормів.
Експериментальним шляхом Віртанен довів, що погіршення якості силосу може бути в значній мірі уповільнено або зовсім припинено, якщо додати в корм соляну і сірчану кислоти. Більш того, шляхом зміни кислотності силосу вченому вдалося поставити під контроль хімічні реакції, які вели до руйнування в кормах білків і вітамінів. У результаті проведених дослідів було встановлено максимальний, мінімальний і оптимальний рівні кислотності при обробці силосу. Біопсія тканин корів, яких годували обробленим таким чином силосом, показала, що таке харчування тварин не призводило до жодних шкідливих наслідків, молоко ж виходило більш високої якості, вигідно відрізняючись не тільки своїми поживними властивостями, але і на смак. Цей метод, названий АІВ-методом за ініціалами вченого, було вперше застосовано у багатьох європейських країнах і — в дещо зміненому вигляді — в США.
Продовжуючи досліджувати фіксацію азоту в рослинах, він виявив, що червоний пігмент легемоглобін подібний гемоглобіну крові й грає важливу роль у перетворенні азоту, що здійснюється в кореневих наростах. У 1940-х роках в його лабораторії в університеті Гельсінкі проводилася робота з вивчення біохімії складніших рослин, яка привела до отримання багатьох амінокислот і уточненню їх хімічної структури.
У 1958 році Віртанен приступив до вивчення можливостей отримання молока від корів, що утримуються на небілковій дієті. Спираючись на дані, отримані ним при вивченні бактерій, що зв'язують азот, вчений припустив, що травна система корови цілком здатна синтезувати виявлені в молоці амінокислоти з азотних сполук, які містяться у сечовині і солях амонію, а не з багатих білками кормів. Ця гіпотеза була експериментально підтверджена у 1961 році.

## Нагороди
Популярність Віртанену приніс створений ним АІВ-метод. У 1945 р. ученому була присуджена Нобелівська премія з хімії «за дослідження і досягнення в галузі сільського господарства і хімії живильних речовин, особливо за метод консервації кормів». «Я вважаю, що мені пощастило, — сказав Віртанен у своїй Нобелівській лекції. — Я не тільки працював в такій цікавій області, але й дечого в ній досяг».
Як один із провідних фінських вчених Віртанен представляв свою країну в Продовольчій і сільськогосподарській організації ООН. Крім Нобелівської премії, він був удостоєний багатьох нагород, включаючи почесні ступені університетів Лунд, Парижа, Гессена і Гельсінкі.

## Родина
У 1920 році Віртанен одружився з Лілією Мойзо. У подружжя народилося двоє синів. Помер учений у віці 78 років у Гельсінкі.